# Le Sequestre
Le Sequestre é uma comuna francesa na região administrativa de Occitânia, no departamento de Tarn. Estende-se por uma área de 5,42 km². Em 2010 a comuna tinha 1 904 habitantes (densidade: 351,3 hab./km²).